# Coppa Italia 1989-1990 (pallavolo maschile)
La Coppa Italia 1989-1990 si è svolta dal 21 settembre 1989 all'8 aprile 1990: al torneo hanno partecipato trenta squadre di club italiane e la vittoria finale è andata per la terza volta al Parma.

## Formula
Le squadre hanno disputato un primo turno, a cui hanno partecipato le sedici formazioni di Serie A2, secondo turno, terzo turno, ottavi di finale, a cui hanno partecipato le due formazioni qualificate dal terzo turno e le quattordici formazioni di Serie A1, quarti di finale, semifinali, tutte disputate con gare di andata e ritorno, finale per il terzo posto e finale.

## Squadre partecipanti
| - Agrigento - Battipaglia - Belluno - Brescia - Brugherio - Capurso Gioia - Catania - Città di Castello - Cuneo - Falconara | - Gabeca - Galileo Giovolley - Gonzaga Milano - Indomita Salerno - Jesi - Lupi Santa Croce - Mantova - Marconi - Marconi Bologna - Panini | - Parma - Petrarca - Porto Ravenna - Prato - Schio - Tomei Livorno - Treviso - Udine - Voluntas Asti - Zinella Bologna |

## Torneo

### Tabellone
|  | Ottavi di finale | Ottavi di finale | Ottavi di finale |  |  | Quarti di finale | Quarti di finale | Quarti di finale |  |        | Semifinali | Semifinali | Semifinali |        |                 | Finale          | Finale |
|  |                  |                  |                  |  |  |                  |                  |                  |  |        |            |            |            |        |                 |                 |        |
|  | Gabeca           | 3                | 3                |  |  |                  |                  |                  |  |        |            |            |            |        |                 |                 |        |
|  | Gabeca           | 3                | 3                |  |  |                  |                  |                  |  |        |            |            |            |        |                 |                 |        |
|  | Battipaglia      | 0                | 2                |  |  | Gabeca           | 3                | 1                |  |        |            |            |            |        |                 |                 |        |
|  | Battipaglia      | 0                | 2                |  |  | Gabeca           | 3                | 1                |  |        |            |            |            |        |                 |                 |        |
|  | Falconara        | 3                | 1                |  |  | Cuneo            | 0                | 3                |  |        |            |            |            |        |                 |                 |        |
|  | Falconara        | 3                | 1                |  |  | Cuneo            | 0                | 3                |  |        |            |            |            |        |                 |                 |        |
|  | Cuneo            | 1                | 3                |  |  |                  |                  |                  |  | Gabeca | 0          | 0          |            |        |                 |                 |        |
|  | Cuneo            | 1                | 3                |  |  |                  |                  |                  |  | Gabeca | 0          | 0          |            |        |                 |                 |        |
|  | Parma            | 3                | 3                |  |  |                  |                  |                  |  |        | Parma      | 3          | 3          |        |                 |                 |        |
|  | Parma            | 3                | 3                |  |  |                  |                  |                  |  |        | Parma      | 3          | 3          |        |                 |                 |        |
|  | Brugherio        | 1                | 0                |  |  | Parma            | 3                | 3                |  |        |            |            |            |        |                 |                 |        |
|  | Brugherio        | 1                | 0                |  |  |                  |                  | 3                |  |        |            |            |            |        |                 |                 |        |
|  | Zinella Bologna  | 2                | 0                |  |  | Catania          | 0                | 2                |  |        |            |            |            |        |                 |                 |        |
|  | Zinella Bologna  | 2                | 0                |  |  |                  |                  |                  |  |        |            |            |            |        |                 |                 |        |
|  | Catania          | 3                | 3                |  |  |                  |                  |                  |  |        |            |            |            |        | Parma           | 3               |        |
|  | Catania          | 3                | 3                |  |  |                  |                  |                  |  |        |            |            |            |        | Parma           | 3               |        |
|  | Panini           | 3                | 3                |  |  |                  |                  |                  |  |        |            |            |            |        |                 | Panini          | 2      |
|  | Panini           | 3                | 3                |  |  |                  |                  |                  |  |        |            |            |            |        |                 | Panini          | 2      |
|  | Agrigento        | 0                | 0                |  |  | Panini           | 3                | 3                |  |        |            |            |            |        |                 |                 |        |
|  | Agrigento        | 0                | 0                |  |  |                  |                  |                  |  |        |            |            |            |        |                 |                 |        |
|  | Porto Ravenna    | 3                | 1                |  |  | Marconi          | 0                | 2                |  |        |            |            |            |        | Finale 3° posto | Finale 3° posto |        |
|  | Porto Ravenna    | 3                | 1                |  |  |                  |                  | 2                |  |        |            |            |            |        |                 |                 |        |
|  | Marconi          | 1                | 3                |  |  |                  |                  |                  |  | Panini | 3          | 3          |            | Gabeca | 3               |                 |        |
|  | Marconi          | 1                | 3                |  |  |                  |                  |                  |  | Panini | 3          | 3          |            | Gabeca | 3               |                 |        |
|  | Petrarca         | 2                | 3                |  |  |                  |                  |                  |  |        | Treviso    | 2          | 2          |        |                 | Treviso         | 2      |
|  | Petrarca         | 2                | 3                |  |  |                  |                  |                  |  |        | Treviso    | 2          | 2          |        |                 | Treviso         | 2      |
|  | Gonzaga Milano   | 3                | 2                |  |  | Treviso          | 3                | 0                |  |        |            |            |            |        |                 |                 |        |
|  | Gonzaga Milano   | 3                | 2                |  |  | Treviso          | 3                | 0                |  |        |            |            |            |        |                 |                 |        |
|  | Treviso          | 3                | 3                |  |  | Petrarca         | 0                | 3                |  |        |            |            |            |        |                 |                 |        |
|  | Treviso          | 3                | 3                |  |  | Petrarca         | 0                | 3                |  |        |            |            |            |        |                 |                 |        |
|  | Mantova          | 0                | 1                |  |  |                  |                  |                  |  |        |            |            |            |        |                 |                 |        |
|  | Mantova          | 0                | 1                |  |  |                  |                  |                  |  |        |            |            |            |        |                 |                 |        |

### Risultati

#### Primo turno

##### Andata
| 23 settembre 1989 PalaSanFilippo, Brescia Durata: ? - Spettatori: ?             | Brescia           | 3 - 0 | Belluno           | 15-8, 15-7, 15-11                |
| 21 settembre 1989 PalaNicosia, Agrigento Durata: ? - Spettatori: ?              | Agrigento         | 3 - 0 | Indomita Salerno  | 15-0, 15-0, 15-0                 |
| 21 settembre 1989 PalaBenedetti, Udine Durata: ? - Spettatori: ?                | Udine             | 2 - 3 | Schio             | 9-15, 9-15, 15-8, 16-14, 11-15   |
| 21 settembre 1989 Palazzetto dello Sport, San Miniato Durata: ? - Spettatori: ? | Lupi Santa Croce  | 3 - 2 | Tomei Livorno     | 15-10, 5-15, 15-12, 8-15, 15-11  |
| 21 settembre 1989 PalaTriccoli, Jesi Durata: ? - Spettatori: ?                  | Jesi              | 3 - 0 | Capurso Gioia     | 15-9, 15-12, 15-5                |
| 21 settembre 1989 PalaLido, Milano Durata: ? - Spettatori: ?                    | Brugherio         | 3 - 0 | Voluntas Asti     | 15-9, 15-7, 15-7                 |
| 21 settembre 1989 PalaDozza, Bologna Durata: ? - Spettatori: ?                  | Marconi Bologna   | 3 - 0 | Prato             | 16-14, 15-11, 15-9               |
| 21 settembre 1989 PalaBigi, Reggio Emilia Durata: ? - Spettatori: ?             | Galileo Giovolley | 3 - 2 | Città di Castello | 16-14, 11-15, 15-8, 12-15, 15-12 |

##### Ritorno
| 25 settembre 1989 Palazzetto dello Sport, Longarone Durata: ? - Spettatori: ?       | Belluno           | 0 - 3 | Brescia           | 7-15, 10-15, 11-15 |
| 24 settembre 1989 PalaTulimeri, Salerno Durata: ? - Spettatori: ?                   | Indomita Salerno  | 0 - 3 | Agrigento         | 0-15, 0-15, 0-15   |
| 24 settembre 1989 PalaCampagnola, Schio Durata: ? - Spettatori: ?                   | Schio             | 3 - 0 | Udine             | 15-5, 15-11, 15-10 |
| 24 settembre 1989 Palazzetto dello Sport, Livorno Durata: ? - Spettatori: ?         | Tomei Livorno     | 3 - 0 | Lupi Santa Croce  | 15-11, 15-7, 15-8  |
| 24 settembre 1989 Palazzetto dello Sport, Gioia del Colle Durata: ? - Spettatori: ? | Capurso Gioia     | 3 - 0 | Jesi              | 15-9, 16-14, 15-13 |
| 24 settembre 1989 Palazzetto dello Sport, Asti Durata: ? - Spettatori: ?            | Voluntas Asti     | 0 - 3 | Brugherio         | 7-15, 9-15, 7-15   |
| 24 settembre 1989 PalaSanPaolo, Prato Durata: ? - Spettatori: ?                     | Prato             | 3 - 0 | Marconi Bologna   | 15-8, 15-13, 15-12 |
| 24 settembre 1989 PalaIoan, Città di Castello Durata: ? - Spettatori: ?             | Città di Castello | 3 - 1 | Galileo Giovolley |                    |

#### Secondo turno

##### Andata
| 28 settembre 1989 PalaNicosia, Agrigento Durata: ? - Spettatori: ?          | Agrigento         | 3 - 0 | Brescia | 15-6, 15-3, 15-5          |
| 28 settembre 1989 Palazzetto dello Sport, Livorno Durata: ? - Spettatori: ? | Tomei Livorno     | 3 - 1 | Schio   | 13-15, 15-13, 15-11, 15-5 |
| 28 settembre 1989 PalaLido, Milano Durata: ? - Spettatori: ?                | Brugherio         | 3 - 0 | Jesi    | 15-7, 15-6, 15-5          |
| 28 settembre 1989 PalaIoan, Città di Castello Durata: ? - Spettatori: ?     | Città di Castello | 3 - 0 | Prato   | 15-8, 15-10, 15-3         |

##### Ritorno
| 1º ottobre 1989 PalaSanFilippo, Brescia Durata: ? - Spettatori: ? | Brescia | 3 - 1 | Agrigento         | 15-12, 11-15, 15-11, 15-10 |
| 1º ottobre 1989 PalaCampagnola, Schio Durata: ? - Spettatori: ?   | Schio   | 1 - 3 | Tomei Livorno     | 13-15, 15-13, 10-15, 11-15 |
| 1º ottobre 1989 PalaTriccoli, Jesi Durata: ? - Spettatori: ?      | Jesi    | 3 - 0 | Brugherio         | 15-12, 15-9, 15-8          |
| 1º ottobre 1989 PalaSanPaolo, Prato Durata: ? - Spettatori: ?     | Prato   | 3 - 1 | Città di Castello | 15-6, 15-13, 5-15, 15-11   |

#### Terzo turno

##### Andata
| 12 ottobre 1989 PalaNicosia, Agrigento Durata: ? - Spettatori: ?      | Agrigento         | 3 - 1 | Tomei Livorno | 15-5, 15-12, 10-15, 15-6 |
| 12 ottobre 1989 PalaIoan, Città di Castello Durata: ? - Spettatori: ? | Città di Castello | 3 - 0 | Brugherio     | 15-13, 15-12, 15-12      |

##### Ritorno
| 15 ottobre 1989 Palazzetto dello Sport Durata: ? - Spettatori: ? | Tomei Livorno | 2 - 3 | Agrigento         |  |
| 15 ottobre 1989 PalaLido, Milano Durata: ? - Spettatori: ?       | Brugherio     | 3 - 0 | Città di Castello |  |

#### Ottavi di finale

##### Andata
| 19 ottobre 1989 PalaRaschi, Parma Durata: ? - Spettatori: ?                | Parma           | 3 - 1 | Brugherio      |                                 |
| 19 ottobre 1989 PalaDozza, Bologna Durata: ? - Spettatori: ?               | Zinella Bologna | 2 - 3 | Catania        | 8-15, 15-12, 10-15, 15-6, 13-15 |
| 19 ottobre 1989 PalaGeorge, Montichiari Durata: ? - Spettatori: ?          | Gabeca          | 3 - 0 | Battipaglia    | 15-6, 15-4, 15-8                |
| 19 ottobre 1989 PalaBadiali, Falconara Marittima Durata: ? - Spettatori: ? | Falconara       | 3 - 1 | Cuneo          | 16-14, 16-14, 7-15, 15-8        |
| 19 ottobre 1989 PalaPanini, Modena Durata: ? - Spettatori: ?               | Panini          | 3 - 0 | Agrigento      | 15-7, 15-2, 15-4                |
| 19 ottobre 1989 Palasport di Ferrara, Ferrara Durata: ? - Spettatori: ?    | Porto Ravenna   | 3 - 1 | Marconi        | 9-15, 15-9, 16-14, 15-6         |
| 19 ottobre 1989 PalaVerde, Villorba Durata: ? - Spettatori: ?              | Treviso         | 3 - 0 | Mantova        | 15-3, 15-12, 15-8               |
| 19 ottobre 1989 PalaSanLazzaro, Padova Durata: ? - Spettatori: ?           | Petrarca        | 2 - 3 | Gonzaga Milano | 15-3, 15-13, 11-15, 11-15, 8-15 |

##### Ritorno
| 26 ottobre 1989 PalaLido, Milano Durata: ? - Spettatori: ?                 | Brugherio      | 0 - 3 | Parma           | 8-15, 7-15, 7-15                 |
| 26 ottobre 1989 PalaSpedini, Catania Durata: ? - Spettatori: ?             | Catania        | 3 - 0 | Zinella Bologna | 15-10, 15-10, 15-7               |
| 26 ottobre 1989 PalaZauli, Battipaglia Durata: ? - Spettatori: ?           | Battipaglia    | 2 - 3 | Gabeca          | 11-15, 9-15, 15-11, 15-12, 16-17 |
| 26 ottobre 1989 PalaTenda, Cuneo Durata: ? - Spettatori: ?                 | Cuneo          | 3 - 1 | Falconara       | 15-12, 11-15, 15-10, 15-9        |
| 26 ottobre 1989 PalaNicosia, Agrigento Durata: ? - Spettatori: ?           | Agrigento      | 0 - 3 | Panini          | 1-15, 13-15, 8-15                |
| 26 ottobre 1989 PalaRota, Spoleto Durata: ? - Spettatori: ?                | Marconi        | 3 - 1 | Porto Ravenna   | 15-12, 15-4, 11-15, 15-11        |
| 26 ottobre 1989 Palazzetto dello Sport, Virgilio Durata: ? - Spettatori: ? | Mantova        | 1 - 3 | Treviso         | 10-15, 9-15, 15-9, 6-15          |
| 26 ottobre 1989 PalaLido, Milano Durata: ? - Spettatori: ?                 | Gonzaga Milano | 1 - 3 | Petrarca        | 13-15, 11-15, 15-10, 7-15        |

#### Quarti di finale

##### Andata
| 27 febbraio 1990 PalaRaschi, Parma Durata: 1h:09 - Spettatori: 600  | Parma   | 3 - 0 | Catania  | 15-4, 15-5, 15-12 |
| 1º marzo 1990 PalaGeorge, Montichiari Durata: 1h:06 - Spettatori: ? | Gabeca  | 3 - 0 | Cuneo    | 15-6, 15-7, 15-11 |
| 1º marzo 1990 PalaPanini, Modena Durata: 0h:36 - Spettatori: ?      | Panini  | 3 - 0 | Marconi  | 15-8, 15-0, 15-2  |
| 1º marzo 1990 PalaVerde, Villorba Durata: 1h:09 - Spettatori: ?     | Treviso | 3 - 0 | Petrarca | 15-7, 15-4, 15-8  |

##### Ritorno
| 13 marzo 1990 PalaSpedini, Catania Durata: ? - Spettatori: ?   | Catania  | 2 - 3 | Parma   | 7-15, 7-15, 15-11, 15-2, 11-15 |
| 13 marzo 1990 PalaTenda, Cuneo Durata: ? - Spettatori: ?       | Cuneo    | 3 - 1 | Gabeca  | 15-5, 15-17, 15-10, 15-13      |
| 14 marzo 1990 PalaRota, Spoleto Durata: ? - Spettatori: ?      | Marconi  | 2 - 3 | Panini  | 10-15, 8-15, 15-3, 15-8, 15-17 |
| 13 marzo 1990 PalaSanLazzaro, Padova Durata: ? - Spettatori: ? | Petrarca | 3 - 0 | Treviso | 15-9, 17-16, 15-11             |

#### Semifinali

##### Andata
| 22 marzo 1990 PalaGeorge, Montichiari Durata: ? - Spettatori: ? | Gabeca | 0 - 3 | Parma   | 5-15, 11-15, 5-15                 |
| 22 marzo 1990 PalaPanini, Modena Durata: ? - Spettatori: ?      | Panini | 3 - 2 | Treviso | 14-16, 15-11, 11-15, 15-12, 15-13 |

##### Ritorno
| 5 aprile 1990 PalaRaschi, Parma Durata: ? - Spettatori: 1 150   | Parma   | 3 - 0 | Gabeca | 16-14, 15-13, 15-13              |
| 5 aprile 1990 PalaVerde, Villorba Durata: ? - Spettatori: 1 950 | Treviso | 2 - 3 | Panini | 16-17, 11-15, 15-3, 17-15, 13-15 |

#### Finale 3º posto
| 8 aprile 1990 PalaSharp, Milano Durata: 1h:58 - Spettatori: 6 150 | Gabeca | 3 - 2 | Treviso | 4-15, 15-9, 15-9, 5-15, 15-12 |

#### Finale
| 8 aprile 1990 PalaSharp, Milano Durata: 2h:13 - Spettatori: 9 000 | Parma | 3 - 2 | Panini | 15-6, 15-10, 8-15, 9-15, 15-11 |